# Luigi Bongiovanni
Luigi Bongiovanni (* 8. Dezember 1866 in Reggio Emilia; † 4. April 1941 in Rom) war ein italienischer Offizier und Politiker. Während des Ersten Weltkriegs war er Kommandeur des VII. Armeekorps in der Schlacht von Caporetto und dann Kommandeur der Luftwaffe (Corpo Aeronautico Militare). Er war der erste Gouverneur der Kyrenaika während des italienischen Faschismus.

## Militärlaufbahn
Er besuchte die Militärschule Teulié in Mailand ab 1879, die Militärakademie in Turin ab 1883 und die Kriegsschule des Heeres in Civitavecchia ab 1898.
Als Capitano diente er im Jahr 1900 während des Boxeraufstandes im italienischen Kontingent der Internationalen Brigade in Tientsin und lernte dort Erich von Falkenhayn kennen, der eine ähnliche Stabsfunktion damals im Rang eines deutschen Majors innehatte. Danach war er bis 1905 bei der italienischen Militärmission in Japan. Im ersten Libyenkrieg wurde er 1911 zum Oberstleutnant befördert.
Im November 1914 wurde er als Militärattaché nach Berlin gesandt, um Informationen über das verbündete Deutsche Reich und Erkenntnisse zur Kriegführung zu sammeln und nach Rom zu liefern. Bongiovanni konnte aufgrund seiner Freundschaft mit Falkenhayn, der mittlerweile deutscher Generalstabschef geworden war, ausgiebig nach Rom über die deutsche Armee und den Stellungskrieg berichten. Er war eindeutiger Gegner eines Kriegseintritts Italiens auf Seiten der Tripleentente und warnte erfolglos vor dem Stellungskrieg in den Schützengräben und einem verheerenden Erschöpfungskrieg. Als Italien am 23. Mai 1915 Österreich-Ungarn den Krieg erklärte, brach Deutschland die diplomatischen Beziehungen mit Italien ab und Bongiovanni kehrte nach Italien zurück.
1915 wurde er Stabschef des VI. und dann des II. Armeekorps. 1916 befehligte er die Ancona-Brigade bei der Verteidigung des Trentinovorsprungs am Monte Novegno und bei Vallarsa während der Südtiroloffensive Österreich-Ungarns. Dann übernahm er im August die Florenz-Brigade und im Mai 1917 das Kommando über die 3. Division. In der Schlacht von Caporetto (zwölfte und letzte Isonzoschlacht) befehligte er 1917 das VII. Armeekorps, das in der Zweiten Linie stand und durch den Überraschungsangriff der Mittelmächte aufgerieben wurde. Im März 1918 übernahm er das Kommando über die italienische Luftwaffe (Corpo Aeronautico Militare), die er mit organisatorischem Geschick ausbaute.
Im Juli 1919 wurde er Kommandeur des italienischen Expeditionskorps in Anatolien. Von Januar 1923 bis Mai 1924 war er Gouverneur der Kyrenaika und sollte im Auftrag von Mussolini eine kompromisslose Haltung gegen die Sanussi-Bewegung durchsetzen. Er kündigte die Verträge mit den Sanussi, nachdem deren Führer Mohammad al-Rida sich nicht für deren Einhaltung aussprechen wollte, und begann mit den ersten Militäroperationen in der Kyrenaika während des Zweiten Italienisch-libyschen Krieges.

## Politik
1924 schied er nach einem Flugunfall aus dem aktiven Dienst aus und wurde Mitglied des Obersten Rates der Kolonien (Consiglio superiore delle Colonie). 1929 wurde er zum Senator des Königreichs Italien ernannt. Von 1930 bis 1935 arbeitete er im Istituto agronomico per l’Africa italiana an kolonialen und militärischen Aspekten der italienischen Kolonialpolitik in Afrika mit.

## Auszeichnungen
Er erhielt die folgenden höheren Auszeichnungen:
- Militärorden von Savoyen (1917 Ritter)
- Army Distinguished Service Medal (1919)[8]
- Orden der Heiligen Mauritius und Lazarus (1916 Ritter, 1919 Offizier und 1921 Großoffizier)
- Kolonial-Orden vom Stern von Italien (1923 Offizier, 1924 Ritter des Großkreuz)
- Orden der Krone von Italien (1905 Ritter, 1914 Offizier, 1921 Großoffizier, 1931 Großkreuz)